# Osmar Francisco
Osmar Francisco (nacido el 10 de agosto de 1987) es un futbolista brasileño que se desempeña como delantero.
Jugó para clubes como el Paraná, Santa Cruz, Avispa Fukuoka, Ehime FC, Mito HollyHock, Hoàng Anh Gia Lai FC y Sông Lam Nghệ An FC.

## Trayectoria

### Clubes
| Club                 | País    | Año         |
| -------------------- | ------- | ----------- |
| Paraná               | Brasil  | 2009 - 2010 |
| Operário             | Brasil  | 2010 - 2011 |
| Santa Cruz           | Brasil  | 2011 - 2012 |
| Lajeadense           | Brasil  | 2012        |
| Foz do Iguaçu        | Brasil  | 2012        |
| Avispa Fukuoka       | Japón   | 2012 - 2013 |
| Ehime FC             | Japón   | 2013        |
| Mito HollyHock       | Japón   | 2014        |
| Paraná               | Brasil  | 2015        |
| Hoàng Anh Gia Lai FC | Vietnam | 2015 - 2016 |
| Sông Lam Nghệ An FC  | Vietnam | 2018        |
| Hoàng Anh Gia Lai FC | Vietnam | 2018        |